# Yatamomo
Yatamomo (やたもも?, Yatamomo) è un manga yaoi scritto e disegnato da Harada, serializzato dal 2013 al 2017 sul magazine Qpa e successivamente racchiuso in 3 volumi dall'editore Takeshobo. La divisione J-Pop di Edizioni BD ha tradotto e distribuito un'edizione in italiano del fumetto dal 16 maggio all'11 luglio 2018.

## Trama
Momo è uno sfaticato che non gode di nessuna ambizione e per guadagnarsi il necessario per vivere vende il suo corpo a chiunque. Yata è un giovane molto ingenuo con una personalità altruista. Dopo il loro primo incontro, avvenuto in un bagno pubblico, Momo approfitta della gentilezza di Yata per sistemarsi a casa sua. Momo, man mano che vive insieme a Yata, inizia a cambiare fin quando, però, fa la sua comparsa il suo vecchio padrone.

## Personaggi
Momota Momo  (百田?)
Spensierato, maleducato e il più delle volte rozzo non ha remore a offrire prestazioni sessuali in cambio di denaro. Gode di una personalità estremamente felice. Ha una passione per il consumo di alcolici e per il gioco d'azzardo.
Yata (?)
Con una gran forza fisica e mentale ha un debole per le cose carine e si dimostra iperprotettivo nei confronti di Momota. Ha due sorelle più grandi e lavora in un hotel per animali domestici. Afflitto dalla situazione di Momota si offre di ospitarlo a casa sua. Nonostante le sue dimensioni è più giovane di Momota.

## Pubblicazione
| Nº | Data di prima pubblicazione | Data di prima pubblicazione | Data di prima pubblicazione | Data di prima pubblicazione |
| Nº | Giapponese                  | Giapponese                  | Italiano                    | Italiano                    |
| -- | --------------------------- | --------------------------- | --------------------------- | --------------------------- |
| 1  | 16 agosto 2014              | ISBN 978-4-812-48760-0      | 16 maggio 2018              | ISBN 978-88-3275-367-7      |
| 2  | 27 aprile 2017              | ISBN 978-4-801-95920-0      | 13 giugno 2018              | ISBN 978-88-3275-368-4      |
| 3  | 27 aprile 2017              | ISBN 978-4-801-95921-7      | 11 luglio 2018              | ISBN 978-88-3275-369-1      |